# دیکلوفناک
دیکلوفناک (به انگلیسی: Diclofenac) که به نام قدیمی Diclofenake نیز خوانده میشود، یکی از داروهای ضد التهاب غیر استروئیدی است که معمولاً جهت کنترل درد استفاده می‌شود.

## موارد مصرف
دیکلوفناک به عنوان کاهنده درد، تحریک، تورم و خشکی مفصل در آرتریت، نقرس و سایر بیماری‌های روماتیسمی و نیز برای درمان دیگر موارد درد مثل سردرد، درد عضلانی، درد قاعدگی، درد پس از جراحی، تب و زایمان نیز استفاده می‌شود.

## مکانیسم اثر
دیکلوفناک از مهارکننده‌های قوی آنزیم سیکلواکسیژناز است. آنزیم سیکلواکسیژناز باعث تبدیل اسید آراشیدونیک به پروستاگلاندین‌ها می‌شود. حداقل دو ایزوفرم سیکلواکسیژناز وجود دارد: Cox-1 و Cox-2. این دارو با مهار سیکلواکسیژناز تولید پروستاگلاندین‌ها و ترومبوکسان را کاهش می‌دهد و به این روش اثر ضد درد و التهاب خود را نشان می‌دهد.

## اشکال دارویی
دیکلوفناک از راه‌های خوراکی، تزریقی، پماد (ژل موضعی) و شیاف استفاده می‌شود.

## موارد منع مصرف
- در بیماران حساس به آسپیرین یا دیگر داروهای ضد التهاب غیراستروئیدی
- در بیماران دچار پورفیری کبدی نباید مصرف شود.
- آلرژی به شیر
- حول و حوش جراحی عروق کرونر
- در بیماران دچار اختلالات کلیوی، کبدی یا قلبی با احتیاط و با حداقل میزان ممکن به‌کار رود، در ضمن وضعیت عملکرد کلیه مرتباً کنترل گردد.
- در بیماران دچار زخم معده فعال از مصرف آن خودداری شود. همچنین بیماران با سابقه زخم بهتر است از مصرف این دارو پرهیز نموده و در صورت بروز صدمات معدی، روده‌ای مصرف آن قطع گردد.
- این دارو در افراد پیر و همچنین افرادی که سابقه حمله آسم و حساسیتی دارند بااحتیاط مصرف شود.
- طی ۲ سال گذشته گزارش‌های متعددی از فلج ناشی از تزریق دیکلوفناک در کودکان زیر ۱۳ سال به مرکز ثبت و بررسی عوارض جانبی داروها ارسال شده‌است.

## عوارض جانبی احتمالی
عوارض گوارشی شامل تهوع، اسهال و خون‌ریزی یا زخم معده ممکن است بروز نماید. واکنش‌های آلرژیک به ویژه آنژیوادم، برونکواسپاسم و بثورات جلدی و نیز عوارضی نظیر سرگیجه، سردرد، اختلالات شنوایی مانند وزوز گوش و دفع خون از ادرار ممکن‌است ایجاد گردد.

## تداخل‌های دارویی
در مصرف هم‌زمان با مهارکننده‌های آنزیم تبدیل‌کننده آنژیوتانسین (ACE)، سبب مهار اثر ضدفشار خون این داروها گردیده، و احتمالاً خطر نارسایی کلیوی و بالا رفتن پتاسیم خون را افزایش می‌دهد. مصرف داروهای ضدمیکروبی از دسته کینولون‌ها مثل سیپروفلوکساسین همراه دیکلوفناک خطر بروز تشنج را افزایش می‌دهند. خطر سمیت کلیوی در صورت مصرف هم‌زمان سیکلوسپورین و دیکلوفناک افزایش می‌یابد. دفع لیتیوم و نیز احتمالاً متوترکسات به‌وسیله این دارو کاهش یافته، سمیت آن‌ها افزایش می‌یابد.
عوارض گوارشی شامل تهوع، اسهال، و نیز گاهگاهی خون‌ریزی یا زخم ممکن است بروز نماید.

## خطر حملات قلبی و سکتهٔ مغزی
یک نهاد ناظر بر مقررات بریتانیا توصیه کرده‌است کسانی دارای مشکلات قلبی هستند مصرف این دارو را متوقف کنند. به گفتهٔ این نهاد این دارو می‌تواند احتمال خطر حملات قلبی و سکتهٔ مغزی برخی از بیماران را افزایش دهد. این توصیه پس از بررسی خطرات ناشی از این دارو در اروپا ارائه شده‌است. آن‌ها از این دارو به عنوان دارویی مسکن برای سر درد، دردهای کمر و آرتروز استفاده می‌کردند. این ناظر همچنین به افراد سیگاری، کسانی که دارای فشار خون بالا هستند، افراد دیابتی و هم چنین کسانی که کلسترول خونشان بالاست توصیه کرده‌است قبل از مصرف دیکلوفناک با پزشک خود مشورت کنند. هم چنین اضافه کرده‌است که استفاده از این دارو به جزء افرادی که در معرض خطرند می‌تواند به عنوان مسکنی قوی و مطمئن برای سایر افراد استفاده شود.
- در برخی از موارد تزریق عضلانی آمپول دیکلوفناک تولید داخل در ایران (بخصوص در افراد زیر ۱۸ سال) موجب بروز عوارض جانبی موضعی در محل تزریق مانند آبسه و اختلال عملکرد عصب اندام تحتانی گردیده‌است لذا محدودیت‌هایی از سوی وزارت بهداشت در این خصوص وضع شده‌است.